# Grafton (Vermont)
Grafton – miasto w Stanach Zjednoczonych, w stanie Vermont, w hrabstwie Windham.